# 20043 Ellenmacarthur
A 20043 Ellenmacarthur (ideiglenes jelöléssel 1993 EM) egy kisbolygó a Naprendszerben. Robert H. McNaught fedezte fel 1993. március 2-án.